# Coppa Italia 2016-2017 (calcio a 5 femminile)
La Coppa Italia 2017-2018 è stata la 16ª edizione assoluta della manifestazione e la 2ª riservata alle squadre di secondo livello. La fase finale è stata ospitata dalla società Royal Team Lamezia e si è tenuta da venerdì 10 a domenica 12 marzo 2017 presso il Palazzetto dello sport "Alfio Sparti" di Lamezia Terme.

## Formula
Il torneo si svolge con gare a eliminazione diretta di sola andata. La formula prevede che nei quarti e nelle semifinali, in caso di parità dopo i tempi regolamentari, la vittoria sia determinata direttamente dai tiri di rigore. Nella finale, in caso di parità dopo 40', si svolgono due tempi supplementari di 5 minuti ciascuno. In caso di ulteriore parità al termine degli stessi, la vincitrice è determinata mediante i tiri di rigore.

## Squadre qualificate
Per ogni girone sono qualificate d'ufficio le società classificate ai primi due posti al termine del girone d'andata nonché le due migliori terze classificate dei tre gironi. Le società sono state distribuite in due gruppi: il gruppo A comprende le squadre classificatesi al 1º posto e la miglior seconda classificata dei tre gironi al termine del girone di andata, mentre nel gruppo B trovano posto le rimanenti.
| Gruppo A | Gruppo A           | Gruppo B | Gruppo B       |
| 1A       | Rambla             | 2A       | Flaminia       |
| 1B       | Angelana           | 2B       | Coppa d'Oro    |
| 1C       | Real Sandos        | 3A       | Maracanà Dream |
| 2C       | Royal Team Lamezia | 3B       | Vis Fondi      |

## Tabellone
Gli accoppiamenti sono stati determinati tramite sorteggio, tenutosi il 24 febbraio 2018. Nei quarti di finale una squadra testa di serie è stata abbinata con una non testa di serie.
|  | Quarti di finale | Quarti di finale   | Quarti di finale   |                    |                    | Semifinali         | Semifinali | Semifinali |  |  | Finale | Finale | Finale |  |
|  |                  |                    |                    |                    |                    |                    |            |            |  |  |        |        |        |  |
|  | 1B               | Angelana           | 2                  |                    |                    |                    |            |            |  |  |        |        |        |  |
|  | 1B               | Angelana           | 2                  |                    |                    |                    |            |            |  |  |        |        |        |  |
|  | 3B               | Vis Fondi          | 3                  |                    |                    |                    |            |            |  |  |        |        |        |  |
|  | 3B               | Vis Fondi          | 3                  |                    | Vis Fondi          | Vis Fondi          | 0          |            |  |  |        |        |        |  |
|  |                  |                    |                    |                    | Vis Fondi          | Vis Fondi          | 0          |            |  |  |        |        |        |  |
|  |                  |                    | Real Sandos        | Real Sandos        | 10                 |                    |            |            |  |  |        |        |        |  |
|  | 1C               | Real Sandos        | Real Sandos        | Real Sandos        | 10                 | 7                  |            |            |  |  |        |        |        |  |
|  | 1C               | Real Sandos        |                    |                    |                    |                    |            |            |  |  |        |        |        |  |
|  | 3A               | Maracanà Dream     | 0                  |                    |                    |                    |            |            |  |  |        |        |        |  |
|  | 3A               | Maracanà Dream     | 0                  |                    | Real Sandos        | Real Sandos        | 8          |            |  |  |        |        |        |  |
|  |                  |                    |                    |                    |                    |                    |            |            |  |  |        |        |        |  |
|  |                  |                    | Royal Team Lamezia | Royal Team Lamezia | 3                  |                    |            |            |  |  |        |        |        |  |
|  | 2C               | Royal Team Lamezia | Royal Team Lamezia | Royal Team Lamezia | 3                  | 2                  |            |            |  |  |        |        |        |  |
|  | 2C               | Royal Team Lamezia |                    |                    |                    |                    |            |            |  |  |        |        |        |  |
|  | 2B               | Coppa d'Oro        | 1                  |                    |                    |                    |            |            |  |  |        |        |        |  |
|  | 2B               | Coppa d'Oro        | 1                  |                    | Royal Team Lamezia | Royal Team Lamezia | 4 (7)      |            |  |  |        |        |        |  |
|  |                  |                    |                    |                    | Royal Team Lamezia | Royal Team Lamezia | 4 (7)      |            |  |  |        |        |        |  |
|  |                  |                    | Rambla             | Rambla             | 4 (6)              |                    |            |            |  |  |        |        |        |  |
|  | 1A               | Rambla             | Rambla             | Rambla             | 4 (6)              | 3                  |            |            |  |  |        |        |        |  |
|  | 1A               | Rambla             |                    |                    |                    |                    |            |            |  |  |        |        |        |  |
|  | 2A               | Flaminia           | 2                  |                    |                    |                    |            |            |  |  |        |        |        |  |

### Risultati

#### Quarti di finale
| Arbitri: | Giuseppe Ponzano (Termoli) Antonio Dimundo (Molfetta) |
| Crono:   | Pietro Vallone (Crotone)                              |

|                              |           |                                                  |
| Altei 10'34’ Mastrini 39'52’ | Marcatori | 17'17’ Colantuono 27'30’ Palomba 29'58’ Saraniti |

| Arbitri: | Arrigo D’Alessandro (Policoro) Gianluca Zuzolo (Caserta) |
| Crono:   | Giuseppe Cundò (Soverato)                                |

|                                                                                       |           |                     |
| Ferreira 3'38’ Azevedo 8'43’ Fernández 23'14’, 27'23’ Ziero 37'07’ M. Pezzolla 38'02’ | Marcatori | 10'10’ (aut.) Giuva |

| Arbitri: | Pasquale Caruso (Messina) Bartolomeo Burletti (Ragusa) |
| Crono:   | Francesco Agosto (Paola)                               |

|                                  |           |              |
| Losurdo 21'05’ Mezzatesta 31'25’ | Marcatori | 27'21’ Cinti |

| Arbitri: | Fabio Cozza (Cosenza) Vincenzo Cannistrà (Catanzaro) |
| Crono:   | Francesco Saverio Mancuso (Vibo Valentia)            |

|                                                 |           |                           |
| Ghigliordini 3'01’ Vanfretti 5'38’ Bompan 6'49’ | Marcatori | 9'36’, 12'28’ Giovannelli |

#### Semifinali
| Arbitri: | Michele Ronca (Rovigo) Manuel Candeliere (Catanzaro) |
| Crono:   | Andrea De Luca (Paola)                               |

|                                                 |           |                                                                                            |
| Colantuono 17'09’ (aut.) Valluzzi 28'06’ (aut.) | Marcatori | 7'30’, 8'59’, 38'29’, 39'55’ Azevedo 11'48’ M. Pezzolla 19'49’ Falco 31'35’, 32'33’ Caputo |

| Arbitri: | Luca Rosciarelli (Orvieto) Emanuele Roscini (Foligno) |
| Crono:   | Gennaro Cefalà (Lamezia Terme)                        |

|                                                          |                      |                                                                  |
| Losurdo 7'13’, 17'14’ Mirafiore 14'25’ Mezzatesta 39'32’ | Marcatori            | 1'35’, 34'54’ (rig.) Benetti 6'06’ Ghigliordini 39'56’ Vanfretti |
| Malato Losurdo Fragola                                   | Tiri di rigore 3 – 2 | Benetti Vanfretti Pinto                                          |

#### Finale
| Arbitri: | Giuseppe Galasso (Avellino) Francesco Miranda (Castellammare di Stabia) |
| Crono:   | Francesco Aufieri (Milano)                                              |

|                                                                            |           |                                                                             |
| Azevedo 1'36’, 19'56’ (rig.), 25’ Fernández 11'53’ Ferreira 19'26’, 26'32’ | Marcatori | 2'29’ (aut.), 36'16’ (aut.) Fragola 8'36’, 29'38’ Mezzatesta 19'39’ Losurdo |